# Cajazeiras do Piauí
Cajazeiras do Piauí är en kommun i Brasilien.   Den ligger i delstaten Piauí, i den östra delen av landet, 1 200 km nordost om huvudstaden Brasília. Antalet invånare är 3 343.
Omgivningarna runt Cajazeiras do Piauí är huvudsakligen savann. Runt Cajazeiras do Piauí är det glesbefolkat, med 12 invånare per kvadratkilometer.